# Albánia Határait Kijelölő Nemzetközi Bizottság
Az Albánia Határait Kijelölő Nemzetközi Bizottság (angol International Commission for Definition of Albanian Boundaries; albán Komisioni Ndërkombëtar i Kufijve të Shqipërisë) az európai nagyhatalmak által a londoni nagyköveti konferencián 1913. augusztus 5-én felállított testület volt, amely az első Balkán-háború lezárásaként, demográfiai adatok és helyszíni bejárások alapján 1913. december 13-áig kijelölte a független Albánia Görögországgal közös határait. Az általuk meghatározott államhatárokat az 1913. december 17-én aláírt firenzei egyezmény foglalta össze.

## Előzmények
Az albán függetlenség 1912. november 28-ai kikiáltását követően a brit külügyminiszter, Sir Edward Grey javaslatára 1912. december 17-én kezdetét vette a londoni nagyköveti konferencia. Egyik fő célkitűzése az volt, hogy az első Balkán-háború lezárásaként közös döntéssel rendezzék Albánia államszervezeti kereteinek és államhatárainak kérdését. A Grey elnökölte konferencia állandó résztvevői az öt másik európai nagyhatalom – Franciaország, Németország, Osztrák–Magyar Monarchia, Olaszország és Oroszország – Londonba akkreditált nagykövetei voltak. Az ország északi, Montenegróval és Szerbiával közös határairól már 1913. március 22-éig megszületett a döntés, amelyet végül az 1913. május 30-án aláírt londoni egyezménnyel ratifikáltak. 1913 márciusától a déli, Görögországgal közös államhatár kérdése került napirendre. Az egyezség lassan formálódott, nem pusztán azért, mert délen számottevőek voltak a vegyes albán–görög etnikumú területek, hanem az albánokat támogató Olaszország is vehemensen érvelt az Otrantói-szorossal kapcsolatos geopolitikai törekvései érdekében.

## Története
Az elvi döntés végül 1913. augusztus 11-én született meg, amelynek értelmében Korça, Leskovik, Përmet, Gjirokastra és Delvina albán területen marad, ám a pontos államhatárok meghúzására a tárgyalóasztal mellett ülő nagykövetek nem vállalkoztak. Ezért már augusztus 5-én úgy döntöttek, hogy helyszíni szemle keretében ismerkednek meg a régió etnikai viszonyaival, s a feladat elvégzésére a nagyhatalmak delegáltjaiból álló nemzetközi határbizottságot kérték fel. Úgy rendelkeztek, hogy a bizottság 1913. szeptember 1-jétől három hónapon keresztül végezze el a déli határkijelölés helyszíni munkáját, figyelembe véve a lakosság anyanyelvét és nemzeti érzelmeit, valamint a földrajzi viszonyokat egyaránt. A bizottság további feladatául jelölték ki, hogy szerezzen érvényt a már megállapított északi határvonal, a londoni egyezmény betartásának.
A görög csapatok elől elmenekült albánok 1913. szeptember 3-án kelt emlékirata Nagy-Britannia külügyminiszteréhez, Sir Edward Greyhez:
„Tudomásunkra jutott, hogy az albán területeket korábban elfoglaló görög hatóságok most uszítják és mozgolódásra bujtják fel a lakosságot. A görögök evakuálását megelőző túlkapásokat és rombolást jól ismerjük Macedónia és Trákia példáján. Egész falvakat telepítenek ki, hogy az igazságot meghamisítsák a határbizottság előtt. Arra kérjük, hogy a brit kormány figyelmét minderre felhívva tegyék meg a megfelelő lépéseket nemzettársaink élete és vagyona védelmében.
Korçai, kolonjai, leskoviki, konicai, rogoui, përmeti, gjirokastrai és delvinai menekültek nevében: Idhomene Kosturi és Stavri Karoli”
A határbizottság két csoportra osztva végül csak októberben kezdte meg a munkát: a bizottság egyik része október 16-ától a délkeleti Kolonja vidékétől haladt a Jón-tengerig, míg az északi határvonalat az Ohridi-tó partján fekvő Lintől Shkodra felé haladó bizottsági tagok járták be október 18-a után. A hónap végére nyilvánvalóvá vált, hogy az okkupált területek görög adminisztrációja mindent elkövet, hogy a határkijelölés munkáját ellehetetlenítse. Olaszország és az Osztrák–Magyar Monarchia – a többi nagyhatalom tudta nélkül – diplomáciai jegyzékben tiltakozott a görög kormány és hivatalos szervek hozzáállása miatt. Szóvá tették, hogy a bizottság rossz tapasztalatokat szerzett, egyes görög agitátorok igyekeztek megakadályozni, hogy a bizottság az albán lakossággal találkozzék, felmérhesse helyzetüket és érzelmeiket. Esetenként az albán lakosságot ideiglenesen elszállították, és helyükbe szomszédos falvak görögjeit hozták a határbizottsági látogatás idejére. Arról is tájékoztatták a görögöket, hogy utasításukra a határbizottság olasz és osztrák–magyar delegáltjai minden olyan településre albán többségűként tekintenek, ahol azt tapasztalják, hogy görög részről akadályozzák vagy megnehezítik a munkájuk elvégzését. Egyúttal felszólították a görög kormányt, hogy csapataikat legkésőbb az év végéig vonják ki a már augusztusban Albániának ítélt területekről. A határbizottság munkájának nehézségei a többi nagyhatalom előtt is ismertek voltak, ezért végül a brit kormány a többi nagyhatalom támogatása mellett azt javasolta, hogy a helyszíni munkát függesszék fel, és a bizottság térképek és demográfiai adatok alapján végezze el a déli határ kijelölését. Október 31-én a bizottság elhagyta Albániát és Firenzébe tette át székhelyét, ahol a helyi katonai földrajzi intézet segítségével folytatták a munkát.
1913. december 13-áig a határbizottság elvégezte a déli államhatárok kijelölésének munkáját, amelynek eredményeit a december 17-én kelt, firenzei egyezményként ismert dokumentumban foglalták össze. A döntés értelmében a két ország között húzódó határ követi a Szarantáporosz folyó medrét a Vjosa völgyéig, majd onnan az Ohridi-tóig úgy alakították ki a határvonalat, hogy Saranda, Delvina, Gjirokastra, Tepelena, Përmet, Leskovik és Korça körzetei Albániához kerültek, ugyanakkor Konica és Janina városai Görögországéi lettek. A döntéssel mintegy 16 ezer görög ajkú népesség marad albán fennhatóság alatt, ugyanakkor a Görögországhoz került çamëriai területeken 80 ezer albán élt 10 ezer görög mellett. A görög kormány elutasította a firenzei egyezmény elfogadását (ahogy az albánoknak ítélt területek katonai kiürítését is), az albánok viszont aláírták.